# コルモゴロフの三級数定理
確率論におけるコルモゴロフの三級数定理（コルモゴロフのさんきゅうすうていり、英: Kolmogorov's Three-Series Theorem）は、確率変数の無限級数が概収束するかどうかの判定条件を確率分布に関連した3つの級数の収束性に基づいて述べるものである。名称はアンドレイ・コルモゴロフにちなむ。コルモゴロフの三級数定理をクロネッカーの補題と組み合わせると、大数の強法則の比較的易しい証明が得られる。

## 定理の主張
{\displaystyle (X_{n})_{n\in \mathbb {N} }} を独立な実数値確率変数列とする。級数 {\displaystyle \sum _{n=1}^{\infty }X_{n}} が確率1で有限値に収束するための必要十分条件は、ある {\displaystyle A>0} に対し以下の3条件が成り立つことである。
1. 確率の級数 {\displaystyle \sum _{n=1}^{\infty }\mathrm {P} (|X_{n}|\geq A)} が収束する。
2. {\displaystyle Y_{n}=X_{n}\mathbf {1} \{|X_{n}|\leq A\}} とおくと  {\displaystyle Y_{n}} の期待値の級数 {\displaystyle \sum _{n=1}^{\infty }\mathrm {E} [Y_{n}]} が収束する。
3. 分散の級数 {\displaystyle \sum _{n=1}^{\infty }\mathrm {Var} (Y_{n})} が収束する。

## 証明

### 十分性
(i) とボレル・カンテリの補題より、確率1で十分大きな {\displaystyle n} に対して {\displaystyle X_{n}=Y_{n}} となる。よって {\displaystyle \textstyle \sum _{n=1}^{\infty }X_{n}} が概収束することと {\displaystyle \textstyle \sum _{n=1}^{\infty }Y_{n}} が概収束することは同値である。条件 (ii),(iii) とコルモゴロフの二級数定理より、{\displaystyle \textstyle \sum _{n=1}^{\infty }Y_{n}} の収束性が言える。

### 必要性
{\displaystyle \textstyle \sum _{n=1}^{\infty }X_{n}} が確率1で有限値に収束するとき、{\displaystyle A=1} に対し条件 (i),(ii),(iii) が成り立つことを証明する。
- もし (i) が成り立たないとすると、ボレル・カンテリの補題より、無限に多くの {\displaystyle n} に対し {\displaystyle \{|X_{n}|\geq 1\}} となる確率が1である。ところがこれは級数の収束に反するから、(i) は成り立たないといけない。

- 条件 (iii) が成り立つなら条件 (ii) が成り立つことは次のようにしてわかる：

コルモゴロフの二級数定理から {\displaystyle \textstyle \sum _{n=1}^{\infty }(Y_{n}-\mathrm {E} [Y_{n}])} は概収束する。また条件 (i) より {\displaystyle \textstyle \sum _{n=1}^{\infty }Y_{n}} も概収束する。
よって {\displaystyle \textstyle \sum _{n=1}^{\infty }\mathrm {E} [Y_{n}]} は有限値に収束しなければいけない。
- あとは条件 (iii) さえ示せばよい。

ここで各 {\displaystyle n} に対し {\displaystyle Y_{n}} と {\displaystyle Y'_{n}} が独立同分布になるよう確率変数列の複製を作り、{\displaystyle \textstyle \sum _{n=1}^{\infty }Z_{n}=\textstyle \sum _{n=1}^{\infty }(Y_{n}-Y'_{n})} とおく。各項 {\displaystyle (Y_{n}-Y'_{n})}は期待値が0で、絶対値が常に2以下であるので、マルチンゲールの一般論より
{\displaystyle \textstyle \sum _{n=1}^{\infty }Z_{n}} が確率1で有限値に収束  {\displaystyle \Rightarrow \textstyle \sum _{n=1}^{\infty }\mathrm {Var} (Z_{n})<\infty }
が成り立つ（より一般には、級数の各項の期待値が0、各項の分散が常に有限値として存在、各項の絶対値が項番 n にも確率空間の元 ω にもよらない定数で抑えられている、の3つの前提が満たされていれば、この論理包含が成り立つ）。
今、{\displaystyle Z_{n}} の作り方からこの前件が成り立ち、さらに {\displaystyle \mathrm {Var} (Z_{n})=2\mathrm {Var} (Y_{n})} だから、条件 (iii) が証明された。

## 例
定理の例示として、符号がランダムな「調和級数」：
{\displaystyle \sum _{n=1}^{\infty }\pm {\frac {1}{n}}}
を考える。ここで "{\displaystyle \pm }" は、各項 {\displaystyle 1/n} の符号が独立かつ等確率（1/2, 1/2）で正または負となることを意味するものとする。
{\displaystyle X_{n}} を 1/2 ずつの確率で {\displaystyle 1/n} または {\displaystyle -1/n} の値をとる確率変数とする。{\displaystyle A=2} とすると級数の値は順に (i) 0, (ii) 0, (iii) {\displaystyle \sum _{n=1}^{\infty }\mathrm {Var} (X_{n})=\sum _{n=1}^{\infty }n^{-2}<\infty } となって定理の仮定が全て満たされるため、このランダムな調和級数は概収束する。
一方、例えば「逆数の和」を「逆数の正の平方根」に代えて同様の確率的な級数
{\displaystyle \sum _{n=1}^{\infty }\pm {\frac {1}{\sqrt {n}}}}
を作ると、定理の条件 (iii) が満たされず、確率1で発散する。注意すべきことに、確率的でない交項級数
{\displaystyle \sum _{n=1}^{\infty }(-1)^{n}/{\sqrt {n}}}
は収束する。